# Bistum Faro
Das Bistum Faro (lateinisch Dioecesis Pharaonensis; auch üblich Diocese do Algarve) ist eine Diözese der römisch-katholischen Kirche mit Sitz im portugiesischen Faro.
Das Bistum wurde am 30. März 1577 durch Papst Gregor XIII. gegründet. Es gehört als Suffraganbistum zum Erzbistum Évora.

## Weblinks

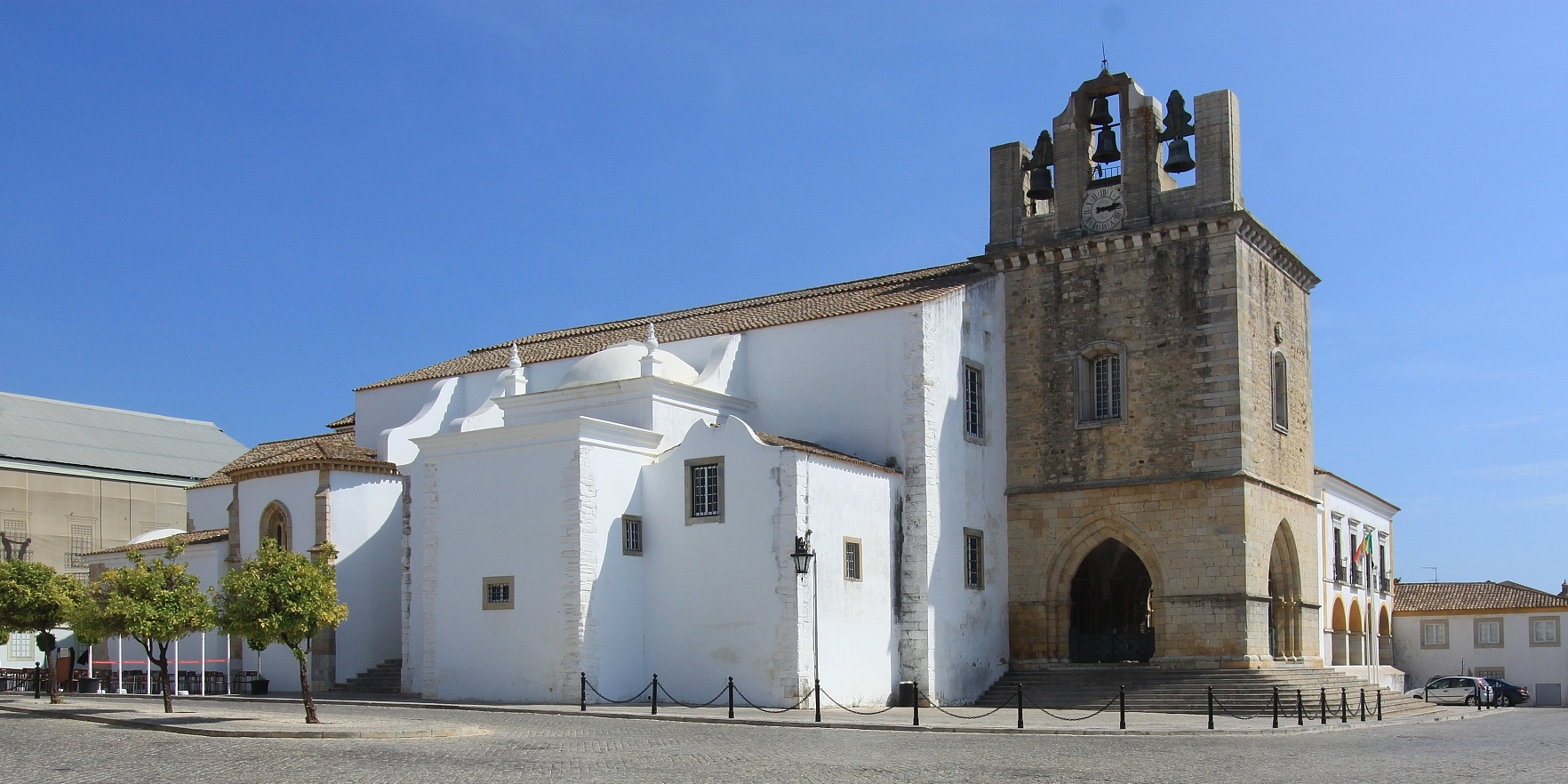
Kathedrale von Faro (Igreja de Santa Maria)

## Ordinarien
- Liste der Bischöfe von Faro